# Artyleria odwodu naczelnego dowództwa
Artyleria odwodu naczelnego dowództwa – oddziały i związki różnych rodzajów artylerii będące w dyspozycji naczelnego dowództwa, niewchodzące w skład ogólnowojskowych związków taktycznych i operacyjnych. Składa się z artyleryjskich oddziałów i związków przeznaczonych do wzmocnienia ogólnowojskowych związków operacyjnych.
W Wojsku Polskim II RP artyleria dzieliła się na:
- artylerię organiczną wielkich jednostek piechoty i kawalerii (pułki artylerii lekkiej i dywizjony artylerii ciężkiej w dywizjach piechoty oraz dywizjony artylerii konnej w brygadach kawalerii),
- artylerię Odwodu Naczelnego Wodza (ONW),
- szkolnictwo artyleryjskie.

W czasie pokoju w skład artylerii ONW wchodziły następujące oddziały i pododdziały:
- 1 Pułk Artylerii Najcięższej,
- 1 Pułk Artylerii Motorowej,
- dziesięć pułków artylerii ciężkiej (po jednym w każdym Okręgu Korpusu),
- dwa dywizjony i jedna samodzielna bateria pomiarów artylerii.